# Visoke
Visoke är en vulkan på gränsen mellan Kongo-Kinshasa och Rwanda. Toppen på Visoke är 3 696 meter över havet.